# Antonio Perera Calderón
Antonio Perera Calderón (Novelda del Guadiana (Badajoz), 8 de junio de 1997) es un centrocampista español que juega en el PFC Botev Plovdiv de la Liga Bulgaria A PFG.

## Trayectoria
Nacido en Novelda del Guadiana (Badajoz), Perera es un jugador formado en los clubs modestos del Club Deportivo Gévora, CP Flecha Negra de Badajoz, con el que fue campeón de Extremadura y el Club de Fútbol Puebla, antes de llegar al Club Deportivo Diocesano de Cáceres.
Perera destacó en el Club Deportivo Diocesano de Cáceres con el que jugó en División de Honor juvenil, hasta que en 2016 firmó por la Extremadura UD para jugar en su filial.
En la temporada 2017-18 firmó por el Deportivo Alavés B en el que jugaría durante 3 temporadas. 
En la temporada 2018-19, el extremeño fue una de las piezas clave en el ascenso a Segunda División B del filial babazorro.
En la temporada 2019-20 juega la cifra de 26 partidos en el debut del filial del Deportivo Alavés en el Grupo II de la Segunda División B.
En agosto de 2020, Perera es renovado con el Deportivo Alavés por 4 temporadas más y fue cedido al NK Istra 1961, durante las dos primeras temporadas.
El 5 de agosto de 2022, firma por el PFC Botev Plovdiv de la Liga Bulgaria A PFG.

## Clubes
| Club                   | País     | Año             |
| ---------------------- | -------- | --------------- |
| Extremadura U. D. "B"  | España   | 2016-2017       |
| Deportivo Alavés "B"   | España   | 2017-2020       |
| Deportivo Alavés       | España   | 2020-2022       |
| NK Istra 1961 (cedido) | Croacia  | 2020-2022       |
| PFC Botev Plovdiv      | Bulgaria | 2022-actualidad |

## Palmarés

### Títulos nacionales
| Título           | Club              | País     | Año  |
| ---------------- | ----------------- | -------- | ---- |
| Copa de Bulgaria | PFC Botev Plovdiv | Bulgaria | 2024 |